# Desportivo de Barca
O Desportivo de Barca F.C. ou Clube Desportivo de Barca é um clube desportivo sediado em Barca, concelho da Maia, em Portugal.

## História
Surgiu em 30 de setembro de 1945, tendo nessa data sido fundado o Grupo Dramático e Recreativo de Barca "OS BRIOSOS", que mais tarde viria a se tornar-se o DESPORTIVO DE BARCA FUTEBOL CLUBE. Esta é inscrita na Federação das Coletividades do Distrito do Porto, que havia sido criada em 7 de julho de 1944.
Na década de 1930 foi criado o Barca Futebol Clube que se dedicava em exclusivo ao futebol. Equipava-se de amarelo e azul em listas verticais grossas e calções brancos. Um dos seus Presidentes foi José Maria Lopes Ferreira (1933), ilustre figura Maiata, dinâmica e irreverente.
Este clube, contudo, teve uma vida curta e, em 1938, surge o Sport Clube Santa Cruz, precisamente pela mão de José Maria Lopes Ferreira.  Equipava de camisola verde e vermelho em listas verticais grossas e exibia a Cruz de Cristo no seu emblema.
O Sport Clube Santa Cruz teve maior projeção e chegou a estar filiado na Associação de Futebol do Porto, tendo sido o primeiro clube de Barca a filiar-se naquela associação e um dos primeiros do Concelho da Maia. Disputou o Campeonato da Promoção na época de 1940/1941.
Em 1974 houve uma mudança de nome no clube, os jogadores que jogavam nos clubes inseridos nos campeonatos da FNAT podiam simultaneamente representar outros clubes e disputar outros campeonatos, nomeadamente os da Associação de Futebol do Porto. Além disso, quase todos os clubes vizinhos estavam filiados naquela associação. Fruto de uma crescente vontade de participar nos campeonatos da AFP, e para não colidir com a participação nas competições da FNAT, o clube torna-se filiado da Associação de Futebol do Porto, como se de outro clube se tratasse e sob a égide de uma nova designação: Desportivo de Barca Futebol Clube.
No seguimento das diversas benfeitorias realizadas em 1981, o Desportivo de Barca Futebol Clube estreia-se nas competições da Associação de Futebol do Porto nos escalões de iniciados e juvenis.
Na época 1989/90 o Desportivo de Barca Futebol Clube sagrou-se campeão de série e vice-campeão da III Divisão Distrital da AF Porto, com um plantel maioritariamente formado nas camadas jovens do clube.
Na época 1994/95 o Desportivo de Barca Futebol Clube disputou até às últimas jornadas a subida de divisão, tendo finalizado num honroso 4º lugar da II Divisão Distrital da AF Porto.

## Participação no campeonato da Maia e Estatutos
No ano de 1960 realiza-se a oficialização dos Estatutos dos Briosos junto do Governo Civil do Porto. Na Sede do Clube, atualmente, existe cópia do documento integral, de onde se extraíram os registos fotográficos seguintes. É possível observar o pedido ao Governador Civil do Porto assinado por Artur de Souza Torres, a Acta que delibera a aprovação do documento assinada por Joaquim Gonçalves Ferreira e a última página do documento assinada por diversas personalidades ligadas à instituição.
O Grupo Dramático e Recreativo de Barca "Os Briosos" estava formalmente constituído e registado junto da Federação das Coletividades do Porto, apresentando grande dinâmica na freguesia. Contudo, o futebol estava a ganhar cada vez mais protagonismo e euforia mas sentia-se a falta de uma organização mais estruturada assim como diretores à altura dos desafios. 
Dessa feita, os Briosos e o Desportivo de Barca decidem então fundir-se numa só instituição. Fazem-se as devidas alterações estatutárias e é alterado o nome para: Centro de Recreio Popular de Barca, fusão essa oficializada a 24 de junho de 1964. Nesse mesmo ano o Centro de Recreio Popular de Barca filia-se na Fundação Nacional Alegria no Trabalho (FNAT) - hoje Fundação INATEL.

## Campo De Futebol
Com o Sport Clube Santa Cruz nasceu o primeiro campo de futebol, precisamente no mesmo local onde é atualmente o campo do Desportivo de Barca FC, embora naquele tempo com dimensões mais reduzidas. Depois da extinção deste clube, o campo viria a ser abandonado e absorvido pelo eucaliptal e silvado existente em seu redor e só viria a ser recuperado na década de 60.
No primeiro ano de participação na FNAT o CRP de Barca torna-se campeão de série, gerando ainda mais entusiasmo em torno da agremiação e levando à criação da 'Comissão pro Campo'. Homens, mulheres, jovens e idosos deram o seu contributo para a construção do campo. Com picaretas, pás, baldes, gigas e demais utensílios derrubaram eucaliptos, cortaram mato, partiu-se pedra e regularizou-se o terreno.
No dia 17 de outubro de 1965, pouco mais de 1 ano após a fusão do Desportivo de Barca com os Briosos, inaugurou-se o Campo de Santa Cruz, instalações que ainda hoje são a casa do Desportivo de Barca Futebol Clube.
Na FNAT, o clube foi seis vezes campeão de série e esteve perto de disputar o título nacional.
No ano de 1981, e para fazer face às exigência da Associação de Futebol do Porto, o recinto de jogo foi alargado para as medidas 91 x 47,5 metros.
É também instalada pela primeira vez a canalização de água quente nos balneários.
Ainda no mesmo ano, durante o mês de julho, concretiza-se a inauguração da iluminação.

## O Belenenses e o S. Martinho
Depois do desaparecimento do Sport Clube de Santa Cruz, e sendo o futebol o desporto com maior relevância junto da população, surgem dois novos grupos em Barca, praticamente em simultâneo: O Belenenses, sediado numa mercearia no Monte Santa Cruz, e o S. Martinho (Santo Padroeiro da freguesia) sediado numa outra mercearia no lugar de Paiço.
Estes dois grupos viriam mais tarde a fundir-se num só, denominando-se então Desportivo de Barca que, mais tarde seria integrado na agremiação "Os Briosos", tornando-se numa única instituição que chega aos dias de hoje como Desportivo de Barca Futebol Clube.

## Estádio atual
A 26 de fevereiro de 2016, depois de praticamente 15 anos sem órgãos sociais, uma nova Direção é eleita em Assembleia Geral convocada para esse efeito. A mesa da Assembleia Geral era composta por elementos da Comissão Administrativa à data, nomeadamente Joaquim Ferreira de Sá e Paula Cristina do Vale Cerqueira Lopes Pereira, que presidiu a sessão, e ainda pelo associado Romeu César Campos Ferreira.